# Shoah en Lettonie

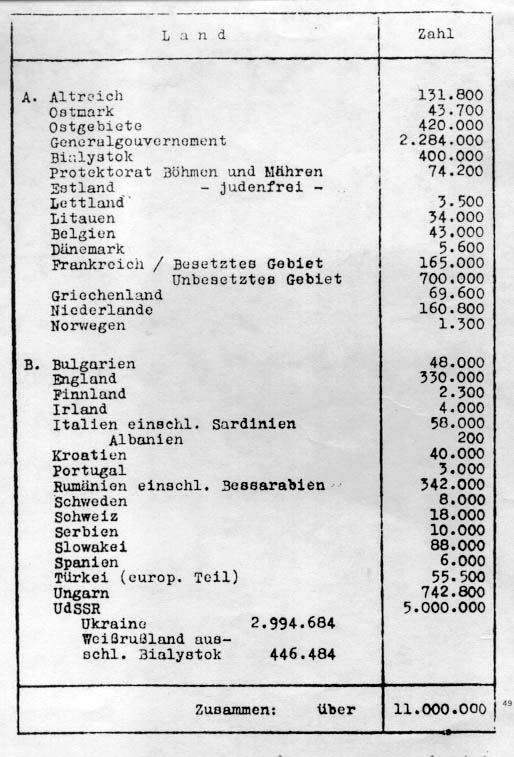
Liste des objectifs de la conférence de Wannsee

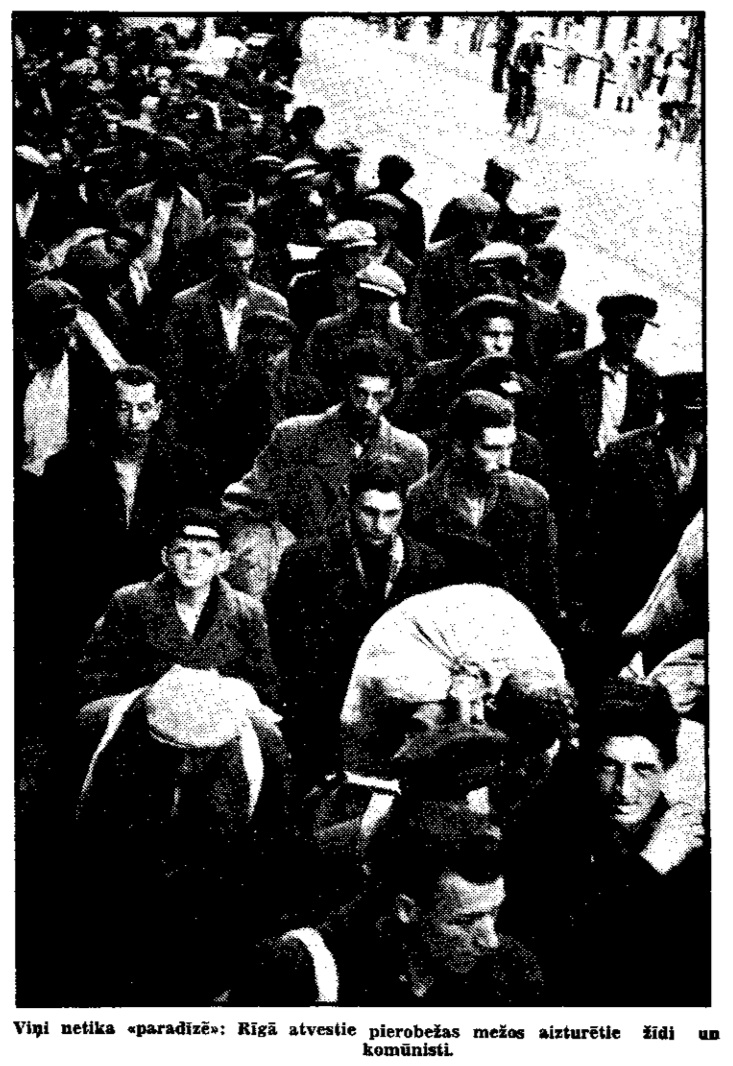
Juifs et communistes arrêtés à Riga (29 juillet 1941).

Comme dans les autres pays baltes, la Shoah en Lettonie aboutit entre 1941 et 1945 à la quasi extermination de la communauté juive de ce pays, forte de près de 70 000 personnes en juin 1941 lors de l'invasion nazie. 
Elle comporte deux grandes vagues d'exécutions de masse, l'une par les Einsatzgruppen à l'été-automne 1941, l'autre lors de l'épuration des ghettos de Riga en novembre-décembre de la même année (massacres de Rumbula) pour faire place aux déportés juifs d'Allemagne. Après la fermeture des ghettos en 1943, elle s'achève avec l'évacuation des derniers camps vers celui de Stutthof à l'été 1944, puis avec les marches de la mort de l'hiver 1945 avant l'arrivée des troupes soviétiques. Si la Lettonie n'a connu alors que des pogroms limités malgré les incitations nazies, la collaboration active au sein des troupes de police lettone, avec en particulier le Sonderkommando Arājs, a joué un rôle clé dans les exécutions de masse. Le processus appliqué aux Juifs en Lettonie illustre par ailleurs les hésitations de la politique nazie entre l'exploitation forcée de la main-d'œuvre juive et son extermination immédiate. Enfin, largement ignorée sous le régime soviétique après 1945, elle n'est reconnue en Lettonie que tardivement à partir de 1989.

## Les premières mesures contre les Juifs à Riga (juillet-octobre 1941)

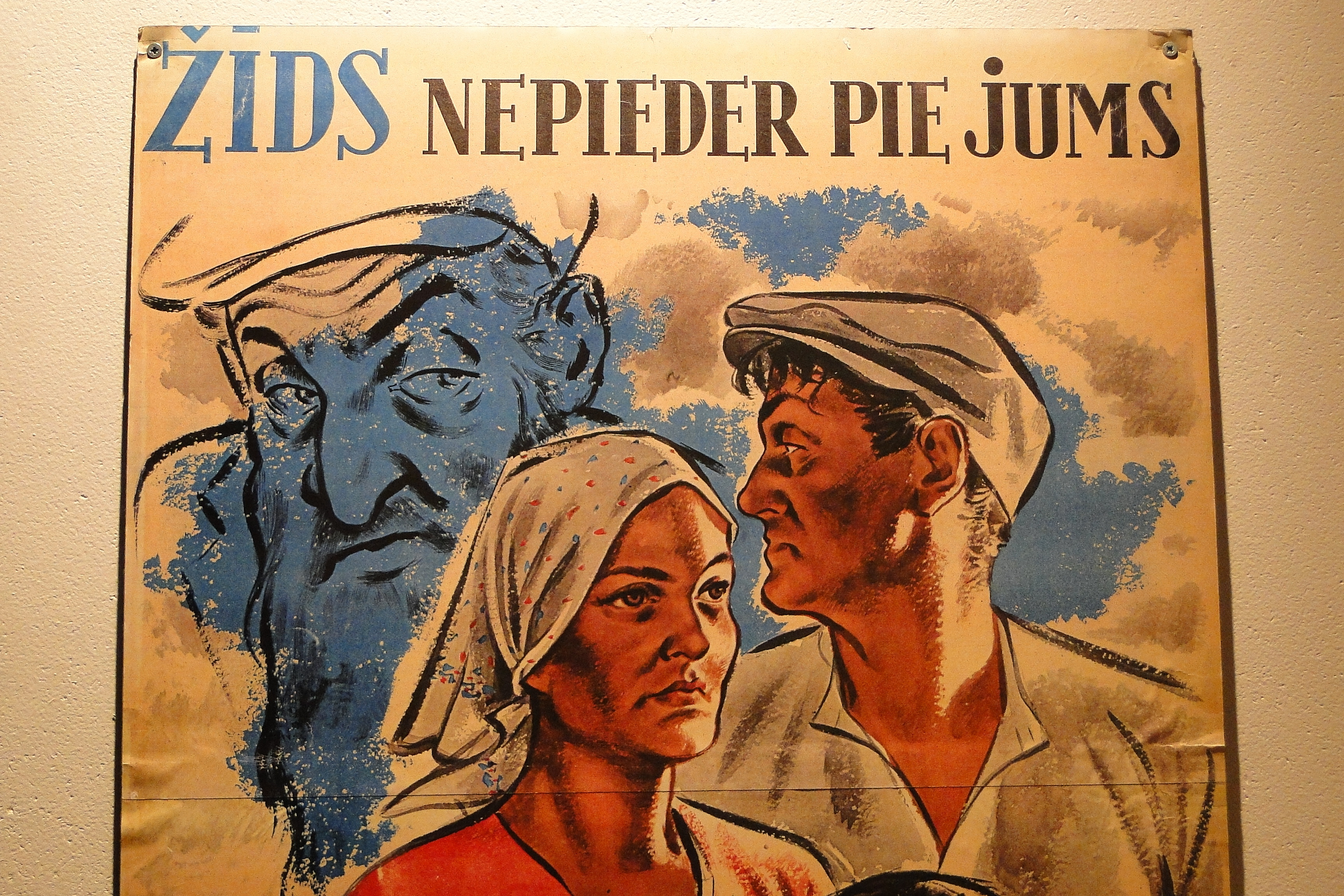
Affiche antisémite en langue lettone (Riga).

### La communauté juive en Lettonie
La communauté juive lettone est forte de 94 000 membres lors du recensement de 1935...

### L'Einsatzgruppe A et la première vague de tuerie de masse
Avant les massacres de masse de la fin de l'année à Rumbula, 30 000 Juifs sont exécutés dans les petites villes et les villages par l'Einsatzgruppe A dirigé par Walter Stahlecker, avec l'assistance de collaborateurs lettons (le Sonderkommando Arājs), entre juin et septembre 1941. Au total, à la fin de l'année 1941, ce sont 69 750 Juifs sur les 80 000 que comptait la Lettonie qui ont été exterminés.
Afin de susciter des pogroms (désigné comme des « actions d'autonettoiement », Selbstreinigungaktionen), la propagande nazie répand diverses accusations destinées à encourager l'antisémitisme letton : les Juifs auraient accueilli favorablement l'armée rouge en 1941 ; ils auraient contrôlé l'administration et la Justice durant l'occupation soviétique ; ils auraient activement participé aux déportations faites par les soviétiques en juin 1941 et enfin, ils contrôleraient le NKVD en Lettonie. Du 1er au 4 juillet, le pogrom de Riga, mené par Viktors Arājs et Herberts Cukurs, fait 400 victimes tandis que toutes les synagogues de la ville sont incendiées (ceux qui s'étaient réfugiés dans la grande synagogue « Kar Schul » de la rue Gogol y sont brûlés vifs),. Le pogrom est photographié et filmé à des fins de propagande.
Un rapport de Walter Stahlecker sur la « Solution finale de la question juive dans la Baltique », du 15 décembre 1941 résume ainsi la situation :

« Pendant la terreur judéo-bochevique, 33 038 Lettons ont été déportés, emprisonnés ou assassinés, et l'on aurait pu s'attendre à un pogrom général de la part de la population. Pourtant, seuls quelques milliers de Juifs furent éliminés spontanément par des forces locales. En Lettonie, il a été nécessaire de mettre en place de nombreuses actions de nettoyage, menées par un Sonderkommando avec l'aide de forces sélectionnées de la police auxiliaire lettonne (pour la plupart, des parents de Lettons déporté ou assassinés). Jusqu'à octobre 1941, ce commando a exécuté près de 30 000 Juifs. Le reste, des Juifs qui sont encore indispensables eu égard aux contraires économiques, a été rassemblé dans des ghettos érigés à Riga, Dünaburg [Daugavpils] et Libau [Liepāja]. »

Ce rapport illustre la mutation qui se produit alors dans la conduite du génocide : celui-ci va être le produit de négociations entre la Wehrmacht et l'administration civile d'une part, avant tout soucieuses d'exploiter la main d’œuvre juive, et d'autre part les Einsatzgruppen poussant à l'extermination totale.

### Hinrich Lohse et la création du ghetto de Riga

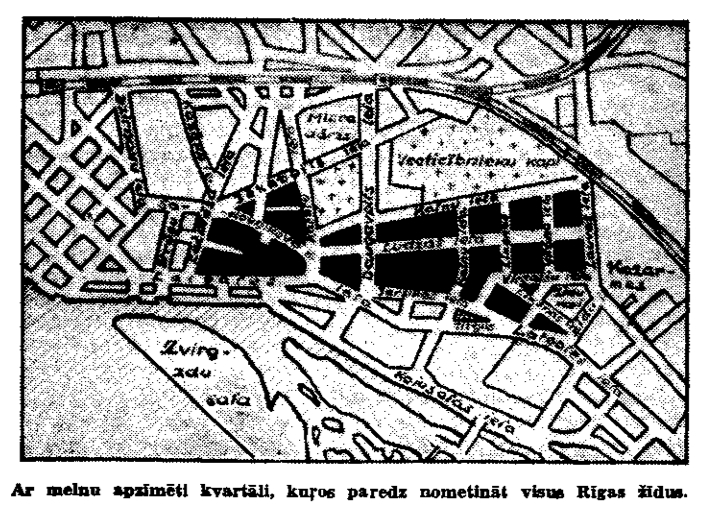
Plan du ghetto de Riga, publié en août 1941 dans le journal letton Tēvjia.

Hinrich Lohse, nommé Commissaire du Reich pour l'Ostland ( Reichskommissar für das Ostland) en juillet 1941, organise en août 1941 la création du ghetto de Riga, dans le « faubourg de Moscou », au sud-est de la ville. Partisan de Rosenberg et de l'exploitation de la main d’œuvre juive, il s'oppose fugitivement à l'automne 1941 à la mainmise de la SS sur la question juive en Lettonie et aux exécutions en masse.
Le ghetto est muré et fermé en octobre. Certains échappent à l'enfermement en se cachant dans la ville sous une fausse identité grâce à l'aide de non-juifs. Ainsi, Elvira Rone cache huit personnes chez elle, dont le père du violoniste Gidon Kremer. Arturs Monmillers fait de même avec six autres personnes. Janis Lipke sauve en tout 42 personnes qu'il s'active à cacher.

## Les massacres de masse dans les ghettos (novembre-décembre 1941)

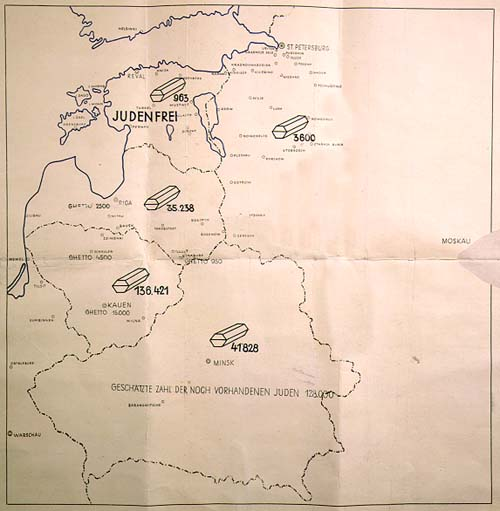
Carte extraite d'un rapport de Stahlecker (responsable de l'Einsatzgruppe A) au RSHA (Berlin) du 31 janvier 1942. Le nombre de 35238 victimes y est inscrit pour la Lettonie.

À l'issue des opérations de tuerie de masse de la fin 1941, il ne reste que 2 500 juifs lettons dans le ghetto de Riga (hors juifs allemands), 950 à Dünaburg et 300 à, Libau, qui « en tant que main-d’œuvre qualifiée » sont considérés comme « indispensables à l'économie ».

### La politique d'extermination

#### Himmler et la planification de la Solution finale
Himmler ordonne la liquidation du ghetto de Riga le 10, 11 ou 12 novembre. Il s'agit de faire place aux juifs allemands dont la déportation en Lettonie est décidée...

#### Friedrich Jeckeln, un exécutant zélé

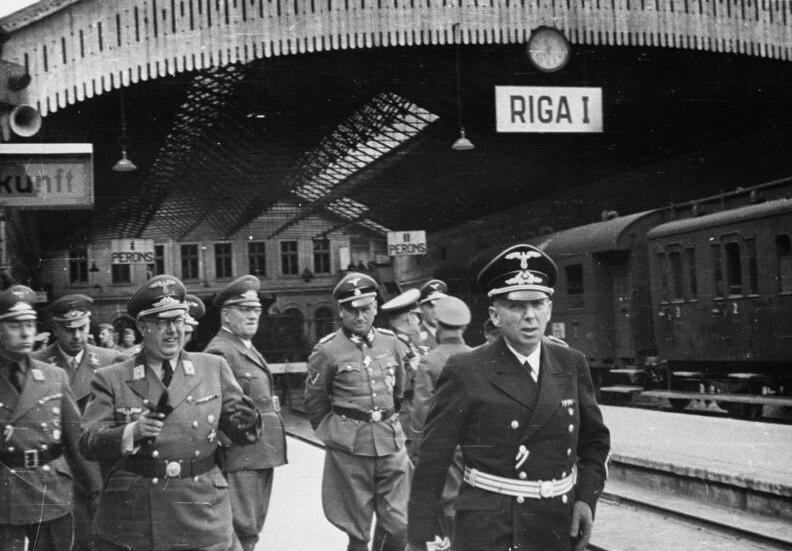
Hinrich Lohse (au centre) et Friedrich Jeckeln (à droite, premier plan), février 1944 à Riga.

Friedrich Jeckeln, qui avait déjà organisé la première exécution en masse de la Shoah par balles en Ukraine à Kamianets-Podilskyï en août, est nommé à la tête des forces de police et de la SS (HSSPF Ostland) à Riga en novembre 1941.
L'opération est préparée avec soin. Le lieu est finalement déterminé après d'actives recherches dans les environs de la ville : le bois Ltbartskii[Quoi ?], dans la forêt de Rumbula, à dix kilomètres au sud de Riga. Le sol sablonneux facilite le creusement des fosses dont les dimensions et le nombre sont calculés par le sous-lieutenant (Untersturmführer) Ernst Hemicker, responsable des constructions à l'HSSPF Ostland, en fonction du volume prévisible pour 25 000 à 28 000 corps. Elles sont creusées en trois jours à partir du 20 novembre par un commando de 300 prisonniers soviétiques. Pendant ce temps, de nombreuses entrevues et réunions préparatoires ont lieu avec les différentes forces mobilisées pour l'occasion, qui relèvent principalement de la Schutzpolizei et de la police lettone. La réunion finale est dominée par la question du risque de panique qui désorganiserait le processus soigneusement planifié, le principe même de l'action n'ayant été à aucun moment remis en cause par les participants.

### Les massacres de Daugavpils (Dünaburg, 8-10 novembre 1941)
Le ghetto de Daugavpils (11 000 victimes) est éliminé du 8 au 10 novembre 1941.

### Le premier massacre de Rumbula (30 novembre 1941)
25 000 juifs lettons du ghetto de Riga et un millier de déportés d'Allemagne sont exécutés en masse le 30 novembre 1941, dans la forêt de Rumbula, à dix kilomètres de Riga.

#### La sélection
Le Commissaire du Reich pour l'Ostland, Hinrich Lohse, ayant protesté contre l'élimination des « spécialistes » nécessaires à la bonne marche de l'économie, une sélection préalable a lieu le 29 novembre dans le ghetto de Riga, pour séparer ceux déjà employés par des entreprises « aryennes » ou jugés les plus aptes au travail forcé ; pour la plupart uniquement des hommes, ils sont réinstallés la partie nord-est du ghetto, isolée du reste de celui-ci (désignée par la suite comme le « petit ghetto » ou ghetto letton). Quelque 300 femmes faisant état de leur travail dans les ateliers de confection sont transférées à la prison centrale. Le reste du ghetto (« grand ghetto » ou « ghetto allemand ») est par la suite réservé aux Juifs déportés d'Allemagne.

#### La «méthode Jeckeln», une organisation rigoureusement planifiée
L'exécution planifiée a lieu le 30 novembre 1941. Friedrich Jeckeln a mis au point à partir de ses premières expérience en Ukraine une organisation permettant d'industrialiser le meurtre, de le faciliter par la déshumanisation des victimes et d'assurer le déroulement fluide des exécutions sans avoir à transporter les corps. Les Juifs, auxquels il est dit qu'ils allaient être transférés vers un autre emplacement, sont rassemblés dans le ghetto par groupes de 500 à 1000 personnes dont les départs à pied sont échelonnés de manière à arriver sur le site d'exécution lorsque le « traitement » du groupe précédent est achevé. Les personnes âgées et les infirmes sont transportés en camions. Arrivées sur place à Rumbula, les victimes se déshabillent, puis s'allongent dans la fosse, tête-bêche avec les corps du rang précédent (la méthode de la « boîte à sardines » - Sardinenpackung - selon Jeckeln). Les exécuteurs les abattent successivement d'une balle dans la nuque, des assistants se chargeant de fournir les chargeurs en cours de processus.
Sur le terrain, Rudolf Lange mène l'Einsatzkommando 2C ; il participe quelques semaines plus tard, en janvier 1942, à la conférence de Wannsee, probablement en tant que spécialiste des exécutions de masse. Sur ordre de Friedrich Jeckeln, les officiers des forces de police et de la SS qui ne sont pas impliqués dans les opérations y assistent cependant en spectateurs. Cette entorse aux règles du secret peut s'expliquer par la volonté de renforcer la cohésion du groupe, et incidemment d'en forcer la solidarité en s'assurant que tous soient compromis.

#### Un déroulement plus désordonné, mais implacable
Dans le ghetto, une partie des victimes ne croit pas au transfert vers un camp de concentration. Les forces de police allemande et lettone traquent ceux qui tentent de se dissimuler, procédant à de nombreuses exécutions « sommaires ». Une partie des malades et des plus jeunes enfants y sont également abattus. La marche des colonnes successives, encombrées par leurs bagages (20 kg avaient été autorisés par personne) et ralenties par le froid, la neige et le gel, devient plus lente et chaotique au fil de la journée. Certains sont abattus le long du chemin
Arrivés sur le site de Rumbula, la fiction de la réinstallation dans un camp cesse brutalement. Étroitement encadrés d'étape en étape par les forces de police, battues si besoin, les victimes doivent successivement laisser leurs bagages, puis se déshabiller, puis déposer argent, bijoux ou autres valeurs qu'ils auraient conservés avec eux. Trois fosses sont en opération simultanément, où officient les exécuteurs régulièrement approvisionnés en munitions mais aussi en Schnaps, soigneusement choisis parmi les membres de la Schutzpolizei et du SD. Les tentatives de fuite ou de rébellion sont rares, beaucoup sont épuisées et désorientées par l'attente et la longue et pénible marche.
Les retards s'accumulant et le temps se dégradant, la journée se termine de manière chaotique (le chef de la Schutzpolizei Heise est blessé par une balle perdue). L'opération doit être finalement être interrompue dans la soirée, et les dernières colonnes arrivées à Rumbula sont renvoyées au grand ghetto.

#### L'exécution des Juifs allemands, un point d'historiographie disputé
Arrivé le jour même et finalement dirigé vers une petite gare proche de Rumbula et non vers sa destination initiale à Riga, un train de déportés Juifs venant de Berlin est soumis au même sort.
Les raisons de l'exécution de ce convoi de 1 000 Juifs allemands le même jour à Riga et de celle, à la même période, de Juifs allemands déportés à Kaunas en Lituanie, en même temps que les Juifs lettons et lituaniens, a donné lieu à débats dans le cadre de la question complexe de la datation de la décision de la Solution finale. Himmler a en effet adressé à Jeckeln le 30 novembre, jour même du massacre, un contre-ordre concernant ce convoi, suivi le lendemain d'un télégramme tançant celui-ci une fois le massacre effectué. Andrej Angrick et Peter Klein estiment qu'aux yeux de Jeckeln, l'ordre donné par Himmler de vider le ghetto répondait à ses attentes déjà exprimées lors du massacre de Kamianets-Podilskyï et qu'il a arbitrairement considéré qu'il s'étendait aux Juifs allemands. De même pour Christian Gerlach, l'exécution des Juifs allemands relevait d'une initiative de Jeckeln. Christopher Browning, tenant d'une datation précoce de la décision de la Solution finale, considère en revanche qu'elle répondait bien aux ordres initiaux de Himmler, mais que celui-ci les avait annulés tardivement (le jour même) par crainte des réactions éventuelles de l'opinion en Allemagne. Florent Brayard reprend quant à lui la thèse selon laquelle l'extermination des Juifs allemands n'avait alors pas encore été décidée (il estime qu'elle ne l'est qu'au printemps 1942) et souligne que, sauf exceptions, les déportés de la vingtaine de convois suivants arrivés à Riga jusqu'en février 1942 sont internés dans le grand ghetto et non pas exécutés lors de leur arrivée.

### Le second massacre de Rumbula (8 et 9 décembre 1941)

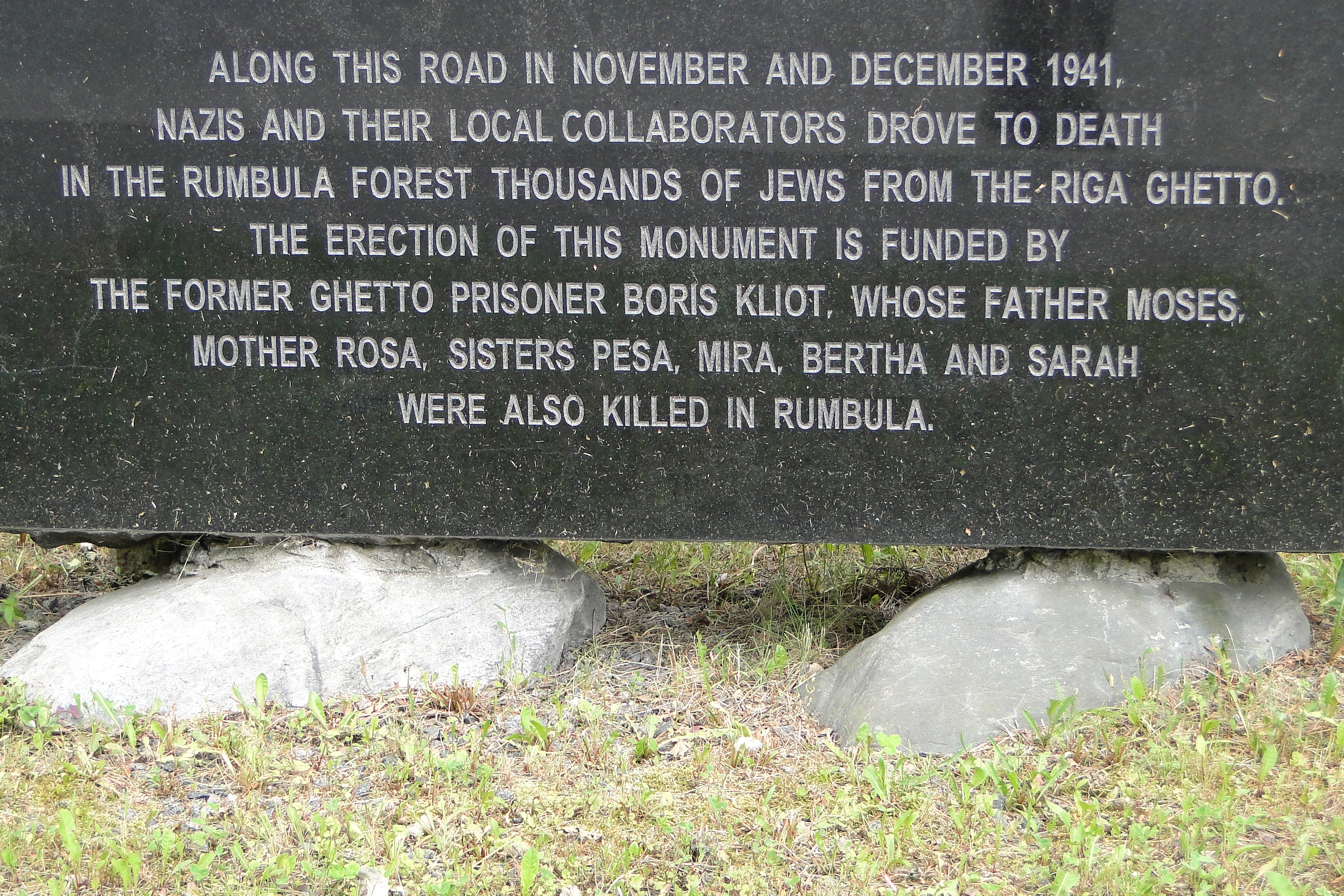
Plaque commémorative à l'entrée du site d'exécution de Rumbula.

Le délai avant la reprise de l'extermination peut s'expliquer par les conflits internes que l'action du 30 novembre suscite dans un premier temps : les administrations civiles et militaires de l'Ostland protestent contre l'élimination d'une main d'œuvre nécessaire aux ateliers d'armement et de chaussures.
Jeckeln ordonne finalement la reprise du nettoyage du grand ghetto le 8 décembre. Cette fois, ce sont les hommes de Lange qui vident le ghetto tandis que ceux d'Arajs sont initialement chargés de garder le lieu d'exécution. Mais les victimes, conscientes du sort qui les attend, se barricadent et résistent. Les exécutions sur place sont bien plus nombreuses que lors de l'opération du 30 novembre. Le Sonderkommando Arājs doit intervenir en renfort pour forcer l'évacuation du ghetto.
À Rumbula, les exécutions sont une répétition de celles du 30 novembre, à nouveau devant une foule de curieux. Parmi les victimes figure l’historien juif Simon Doubnov. Seuls trois survivants sont connus, Matis Lutrinsh, Ella Medaje et Frida Mikhelson qui, s'étant laissée tomber à terre, parvient à se faire passer pour morte avant l'exécution. La journée s'achève par l'exécution des membres de la police juive du ghetto.
Les derniers survivants qui avaient réussi à se cacher dans le grand ghetto sont traqués et exécutés le 9 décembre, tandis que ceux du petit ghetto subissent une nouvelle sélection, environ 500 étant exécutés. Les femmes emprisonnées en décembre, après de nouvelles sélections, sont enfin ramenées et enfermées dans une section spéciale du petit ghetto, séparées des hommes.
Tels sont les massacres de Rumbula de 1941.

### Les massacres de Liepāja (Libau, 16-17 décembre 1941)
Des massacres équivalents se déroulent à Liepāja (2 300 victimes), du 16 au 17 décembre 1941, ainsi qu'à Šķēde.

### Les camps de Salaspils (Kurtenhof) et Jungfernhof

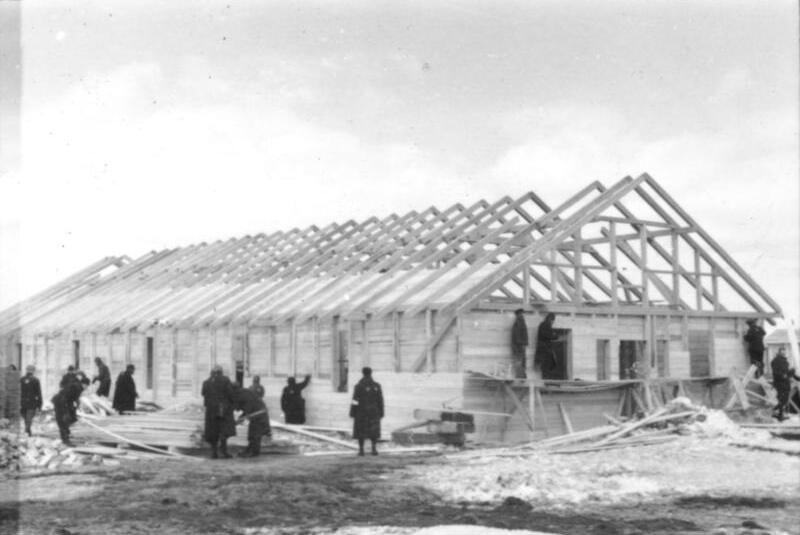
Construction d'un baraquement à Salaspils (Kurtenhof), décembre 1941.

## Du ghetto à Kaiserwald (1942-1944)

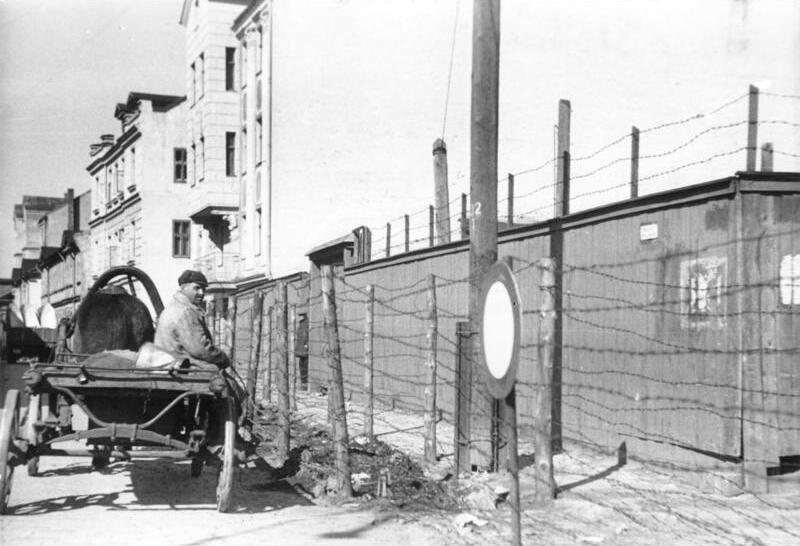
Le ghetto de Riga, 1942.

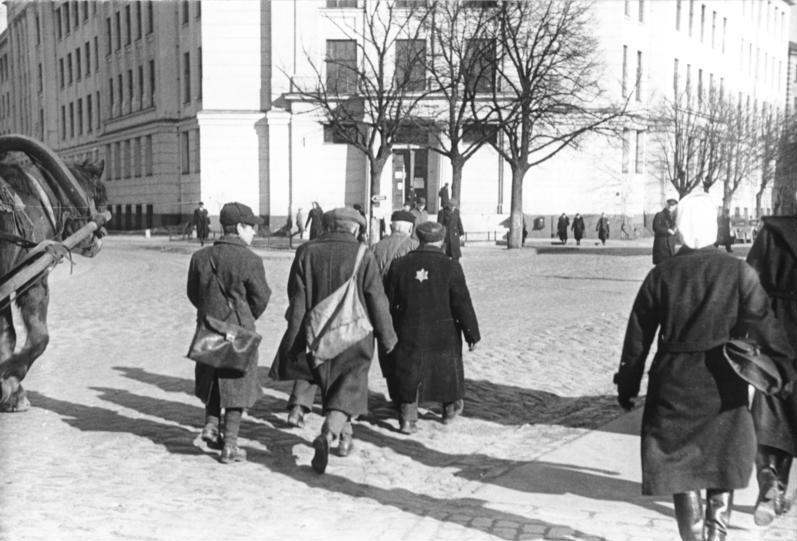
1942 : à Riga, les Juifs portant l'étoile jaune doivent marcher sur la chaussée car les trottoirs leur sont interdits.

### Le camp de Kaiserwald
Les ghettos sont vidés entre l'été et l'automne 1943, les survivants étant transférés au nouveau camp de concentration de Kaiserwald, construit au nord de la ville.

#### Travaux
- (en) Yitzhak Arad, The Holocaust in the Soviet Union, University of Nebraska Press, 2009, 720 p. (ISBN 978-0-8032-2270-0, lire en ligne)
- Florent Brayard, Auschwitz, enquête sur un complot nazi, Paris, Seuil, 2012, 530 p. (ISBN 978-2-02-106033-1)
- (en) Andrej Angrick et Peter Klein, The "final solution" in Riga : exploitation and annihilation, 1941-1944, New York, Berghahn Books, 2009, 517 p. (ISBN 978-1-84545-608-5, lire en ligne)
- (en) Andrew Ezergailis, The Holocaust in Latvia, 1941-1944 : the missing center, Historical Institute of Latvia, 1996, 465 p. (ISBN 978-9984-9054-3-3)
- (en) Andrew Ezergalis, « Latvia », dans David S. Wyman, Charles H. Rosenzveig, The World Reacts to the Holocaust, JHU Press, 1996, 981 p. (ISBN 9780801849695), p. 354-387
- Christian Ingrao, Croire et détruire : les intellectuels dans la machine de guerre SS, Paris, Fayard, 2010, 580 p. (ISBN 978-2-213-65550-5)
- Christine Biloré et Pierre-Marie Finckelstein, L'extermination des Juifs en Lettonie 1941-1945, Riga, Shamir, 2008, 336 p. (ISBN 9789984983585)
- Timothy Snyder, Terres de sang : L'Europe entre Hitler et Staline

#### Témoignages
- (de) Max Kaufmann, Die Vernichtung der Juden Lettlands, Munich, 1947, 542 p.
- (en) Frida Mikhelson, I survived Rumbuli, Holocaust Publications, 1979, 232 p. (ISBN 978-0-89604-030-4)=
- (en) Bernhard Press, The Murder of the Jews in Latvia : 1941 - 1945, Northwestern University Press, 2000, 222 p. (ISBN 978-0-8101-1729-7, lire en ligne)
- (en) Gertrude Schneider, Journey into terror : story of the Riga ghetto, New York, Ark House, 1979, 299 p. (ISBN 978-0-935764-00-0, OCLC 742564301, lire en ligne)